# LinksTheSun
Pour les articles homonymes, voir Breut.
LinksTheSun, de son vrai nom Alexis Breut né le 23 octobre 1988 à Caen, est un vidéaste français. 
Il réalise dès 2006 des vidéos principalement mises en ligne sur la plate-forme YouTube. Son émission phare, le Point Culture, qui traite de sujets de culture générale et de pop culture, le fait connaître à partir de 2009. Il est aussi spécialisé dans la critique musicale (jusqu'en 2020), la critique littéraire et la critique de cinéma.

## Biographie

### Débuts
Né le 23 octobre 1988 à Caen en Normandie, Alexis Christian Breut vit ensuite à Plougastel puis Quimper avant de s'installer à Brest en 1996. Il fait sa scolarité à l'école Charles-de-Foucauld de Brest et obtient un baccalauréat littéraire. Il intègre ensuite une classe préparatoire au lycée La Pérouse-Kerichen avant de rejoindre la faculté Victor-Segalen, toujours dans la même ville. Il y obtient un master 1 en anglais, avant de poursuivre ses études pendant trois années à l'École supérieure de réalisation audiovisuelle à Rennes.
Alexis Breut poste sa première vidéo sur YouTube en 2006 sous une chaîne où il prend le pseudo « LinksTheSun ». Ce dernier vient des chansons Links 2 3 4 et Sonne (« The Sun » en anglais) du groupe Rammstein, Alexis Breut étant un passionné de metal. À partir de 2008, il commence à se faire remarquer après avoir écrit et interprété trois chansons en rapport avec le jeu en ligne Hordes. Pendant ces trois premières années, sa notoriété reste confidentielle,.

### Point Culture
Alexis Breut réalise son premier succès durant l'été 2009 avec une vidéo Point Culture sur les zombies, qu'il avait initialement conçu comme un entre-deux pour sa communauté de Hordes[réf. souhaitée]. Ce format deviendra pourtant l'émission phare de sa chaîne[réf. souhaitée], qu'il réalise tout seul, en se concentrant principalement sur des sujets de culture générale (astronomie, figures de style, dinosaures, etc.), avec aussi une place accordée à la culture internet. D'autres émissions portent plus spécifiquement sur la culture populaire ou sur les mythes (loup-garous, super-héros, Pokémon, les jeux vidéo avec le Joueur du Grenier, les films d'horreur, les cryptides, etc.). Il se fait notamment remarquer par les médias pour une émission consacrée à la musique classique, ou une autre sur la torture pour le bénéfice d'Amnesty International. Le générique de l'émission est tiré de Animal I Have Become du groupe de metal Three Days Grace.
Basée sur une structure « aristotélicien[ne] » selon les mots de LinksTheSun dans le premier Point Culture, à l'origine cette émission était divisée en trois parties, la première partie étant toujours une introduction générale au sujet traité, et la troisième et dernière toujours un top 20 lié au thème de la vidéo[pertinence contestée]. À partir du Point Culture sur les meilleurs interprètes (acteurs ou doubleurs) du Joker de DC Comics, publié le 28 février 2014, Alexis Breut ne gardera plus que le top 20, jugeant ce format moins prétentieux et mieux adapté à internet[réf. nécessaire].
Lorsqu'il publie, en juillet 2018, une vidéo de trente minutes sur le véganisme en collaboration avec le militant antispéciste Jihem Doe, LinksTheSun déclenche une vague importante de réactions négatives. Conçue comme une discussion sur le véganisme entre les deux vidéastes, la vidéo tendrait plus vers une « caricature » de l'argumentaire anti-vegan selon Pauline Vallée de Télérama. Links reconnaît par la suite avoir réalisé une vidéo « ratée » et « maladroite ».

### Non mais t'as vu ce que t'écoutes
La seconde émission la plus récurrente de sa chaîne est Non mais t'as vu ce que t'écoutes (souvent désignée par l'acronyme NMT), qu'il réalise avec ses deux frères, David et Jérémy[source secondaire souhaitée]. L'émission de critique musicale se concentrait d'abord sur les paroles des chansons du Top 50, avant de s’élargir à l'ensemble de la musique française. Il écrit une critique de Je suis de Bigflo et Oli, dont il vante les qualités d'écriture,, ainsi que par sa double critique du rappeur Jul, dont il attaque les textes avant de le défendre face aux critiques les plus récurrentes à son encontre, car « s'il marche c'est grâce à son honnêteté », selon Alexis Breut.
En novembre 2018, à la suite du départ de ses frères pour des raisons professionnelles, il envisage d'arrêter l'émission[source secondaire nécessaire]. En septembre 2020, il prend la décision d'arrêter définitivement l'émission[source secondaire nécessaire].

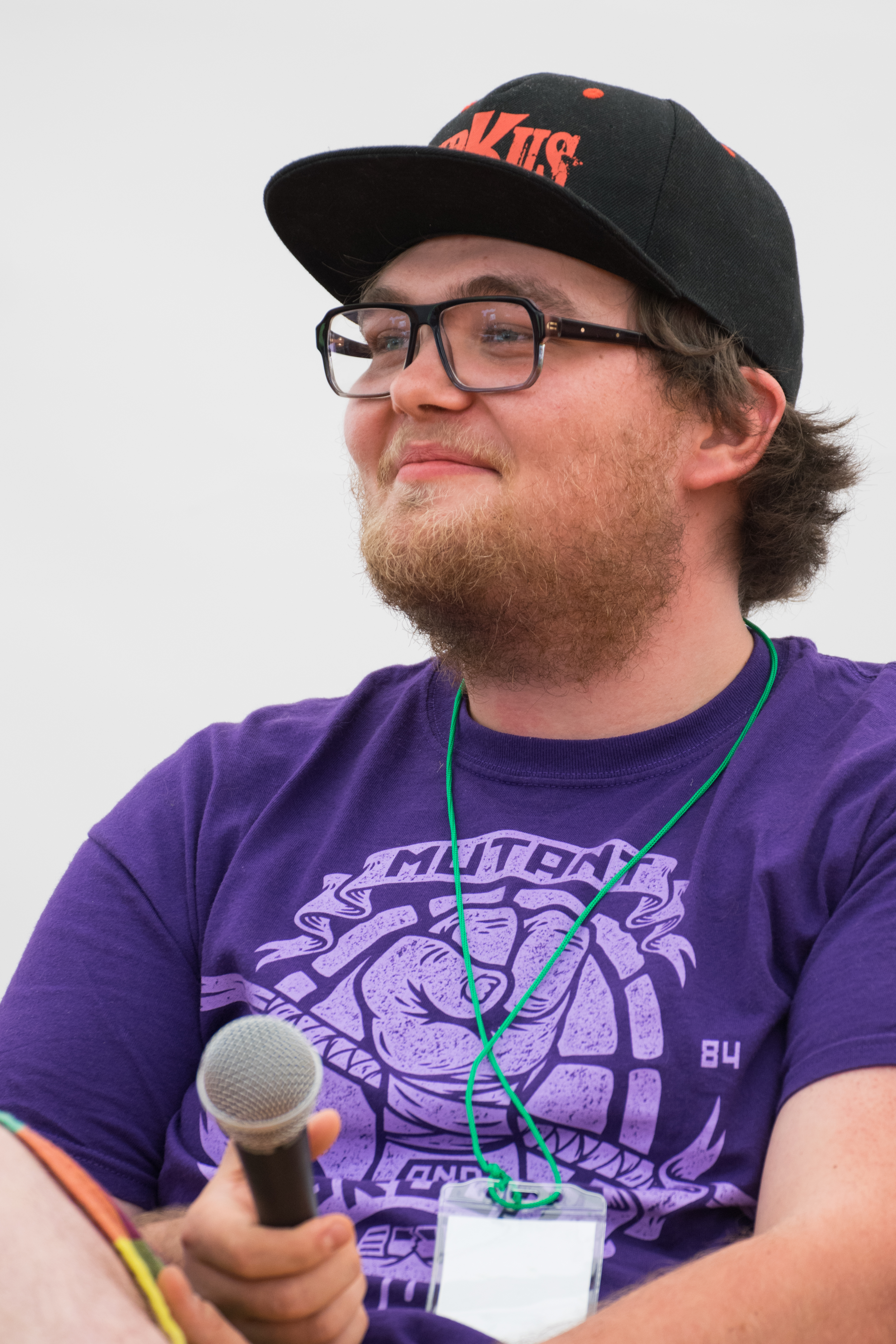
Jérémy Breut
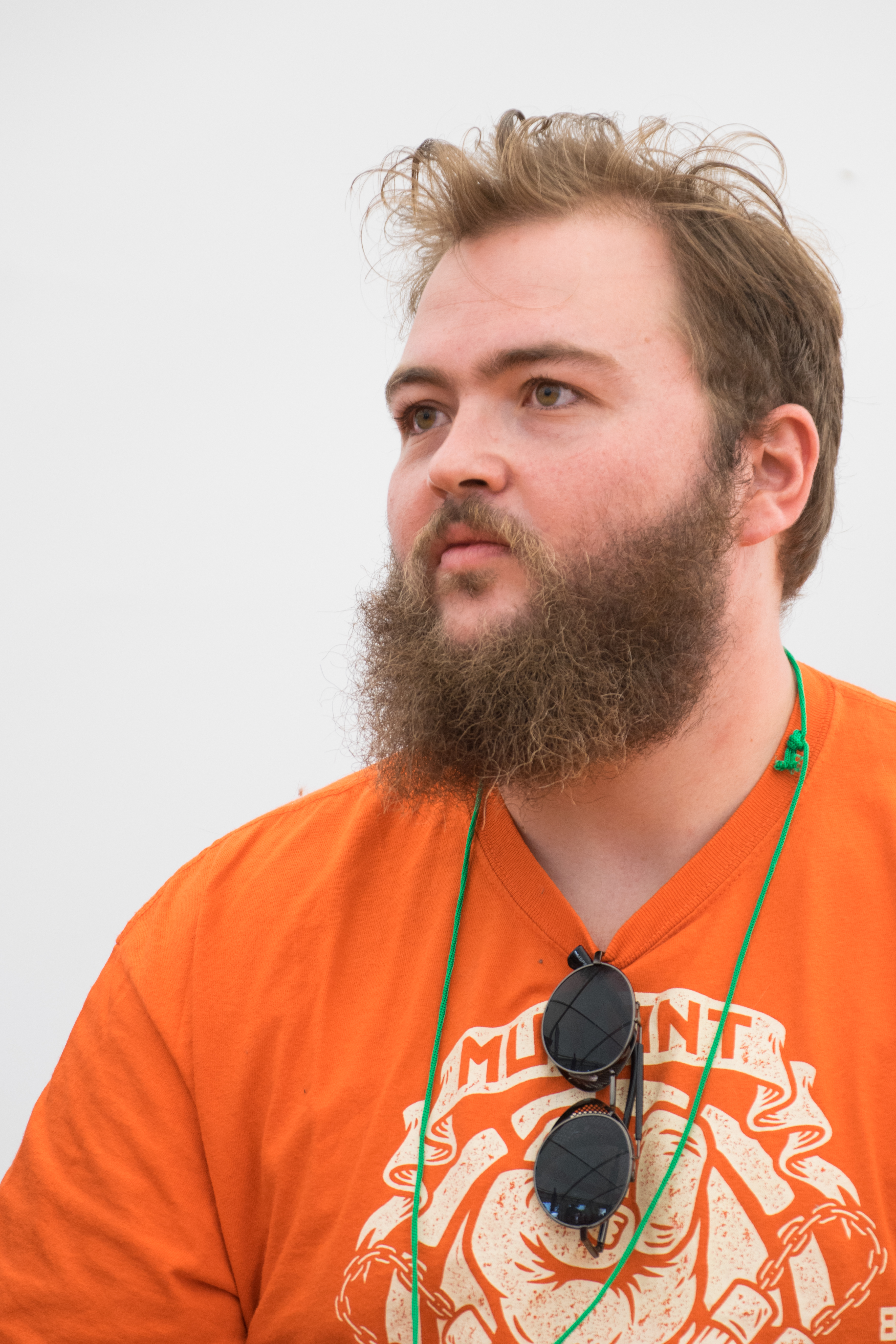
David Breut

### Autres émissions
En 2016, il crée l'émission 50/50, émission de critique de cinéma, dans laquelle il résume de façon humoristique un film avant de lui donner cinq points positifs et cinq points négatifs, et qui devient l'un des principaux concepts de la chaîne avec les Points Culture et les NMT[réf. nécessaire].
En 2013, il a également réalisé les Joutes verbales dans ta face (inspirées d'Epic Rap Battles of History) ainsi que le Plectroscope (résumés courts et humoristiques de films par Plectrum du Point Culture). En juillet 2017, il lance un let's play narratif sur Skyrim, qu'il abandonne en juin 2018. En décembre 2017, il réalise un calendrier de l'Avent en vidéos. En juin 2018, il lance Statch, une émission mensuelle qui revient sur les shows télévisés des différentes divisions de la WWE, plus grande fédération de catch américaine, qu'il décrit comme étant l'une de ses passions. Il arrête cette émission en avril 2019, excepté pour les bilans annuels[réf. nécessaire].

### Chaîne secondaire
Depuis 2018, Alexis Breut entretient également une chaîne secondaire, Links Off. Cette chaîne lui sert à poster des vidéos qui ne correspondent pas aux formats connus sur sa chaîne principale[réf. nécessaire]. Les vidéos n'y correspondant pas, mais publiées avant la création de Links Off (Points et Statch), restent sur la chaîne principale. Dans les faits, la chaîne secondaire sert surtout à commenter l'actualité du catch américain et à émettre des pronostics sur les futurs matchs, et à y diffuser des « let's play » de jeux vidéo[réf. nécessaire].
La chaîne secondaire peut également servir à diffuser des vlogs afin de montrer les dessous des tournages d'une vidéo ou d'une participation à une convention, ou même à apporter des vidéos complémentaires aux vidéos de la chaîne principale[réf. nécessaire].
Des d'abonnés de Links Off ont critiqué la surabondance de catch sur la chaîne[réf. nécessaire], notamment sur le discord. En mars 2021, Links crée une 3e chaîne, Links Catch, consacrée uniquement au catch, à cause du fait que les émissions de catch se succédaient sur sa chaîne, occultant régulièrement d'autres vidéos alors qu'elles ne faisaient que très peu de vues[réf. nécessaire].
L'une des émissions récurrentes et populaires de la chaîne est le Coin Lecture[réf. souhaitée], une émission de critique littéraire sur plusieurs livres différents par émission, comprenant généralement un roman écrit par un abonné. L'émission se lie parfois à celle de la chaîne principale[réf. souhaitée]. Parfois, l'émission va également se consacrer sur une trilogie, comme ce fut le cas avec Hunger Game ou la trilogie des chats de Bernard Werber. Contrairement aux autres émissions, ce ne sont pas 3 livres qui sont abordés, mais une dizaine, au cours de laquelle Links donne des conseils à ces auteurs[pertinence contestée]. En 2021, il organise un concours dans lequel les abonnés proposent des livres, puis doivent voter pour ceux qu'ils veulent voir dans un épisode spécial[pertinence contestée]. Il décide de faire des épisodes spéciaux sur les classiques de la littérature[réf. souhaitée], notamment ceux cités dans Les 1001 livres à lire avant de mourir.

## Filmographie
Réalisateur
- 2012 : Dusk (court-métrage parodique de Twilight)

Acteur
- 2015 : Les RPG 3 de Joueur du Grenier : Sylvain, le roi des elfes
- 2018 : Harry Potter de Joueur du Grenier : Gérard Choixpeau, le conseiller d'orientation

## Théâtre
- 2011 : Il suffit d'y croire, écrit et mis en scène par lui-même